# Митрофанівка (Білогірський район)
Митрофа́нівка (до 1858 — Соллар, Буюк Соллар та Кучюк Соллар, крим. Sollar) — село Білогірського району Автономної Республіки Крим.
Центр Митрофанівської сільської ради.
Відстань від райцентру до населеного пункта становить 44 кілометрів по прямій.